# Yến hội (Platon)
Yến hội là một đối thoại triết luận được viết bởi nhà hiền triết Platon vào khoảng những năm 385–370 TCN. Cuộc đối thoại trong Yến hội chỉ đóng vai trò tường thuật cho cuộc đàm đạo về tình yêu eros giữa nhiều nhân vật tại bữa symposion diễn ra cách đó hơn một thập kỷ. Những vị khách tại bữa tiệc lần lượt đưa ra những thiển kiến riêng nhằm lý giải mục đích của vị thần tình yêu Eros. Chú ý rằng tác phẩm đây không phải là một sử liệu, mà là một tiểu thuyết triết học hư cấu dựa phần nhỏ trên sự thật.
Tại đêm tiệc đó, một số vị khách tôn vinh thần Tình yêu như thông lệ, đồng thời miêu tả và tán dương những lợi ích của tình yêu nhục dục. Song nhiều cảnh báo cũng được đưa ra về mối nguy hại của nó. Trong đó, hai diễn giả (hài kịch gia Aristophanes và triết gia Socrates) đã trình bày những cách hiểu đơn sơ về Eros. Aristophanes kể lể về thần thoại Androgyne: theo ông thì con người xưa kia vốn dĩ là sinh vật hình cầu bốn tay bốn chân. Do sự tự phụ và hỗn xược của họ trước các vị thần, Zeus đã chẻ họ thành hai nửa; từ đó trở đi con người ta yêu nhau là vì muốn hội ngộ với nửa còn lại của mình. Socrates là người cuối cùng phát biểu, tạo thành cao trào của cuộc hội thoại. Socrates khẳng định ông chỉ đơn thuần nhắc lại cuộc trò chuyện trước đó của mình với Diotima, một người phụ nữ khôn ngoan từng cho ông biết thế nào là tình yêu.

## Bối cảnh

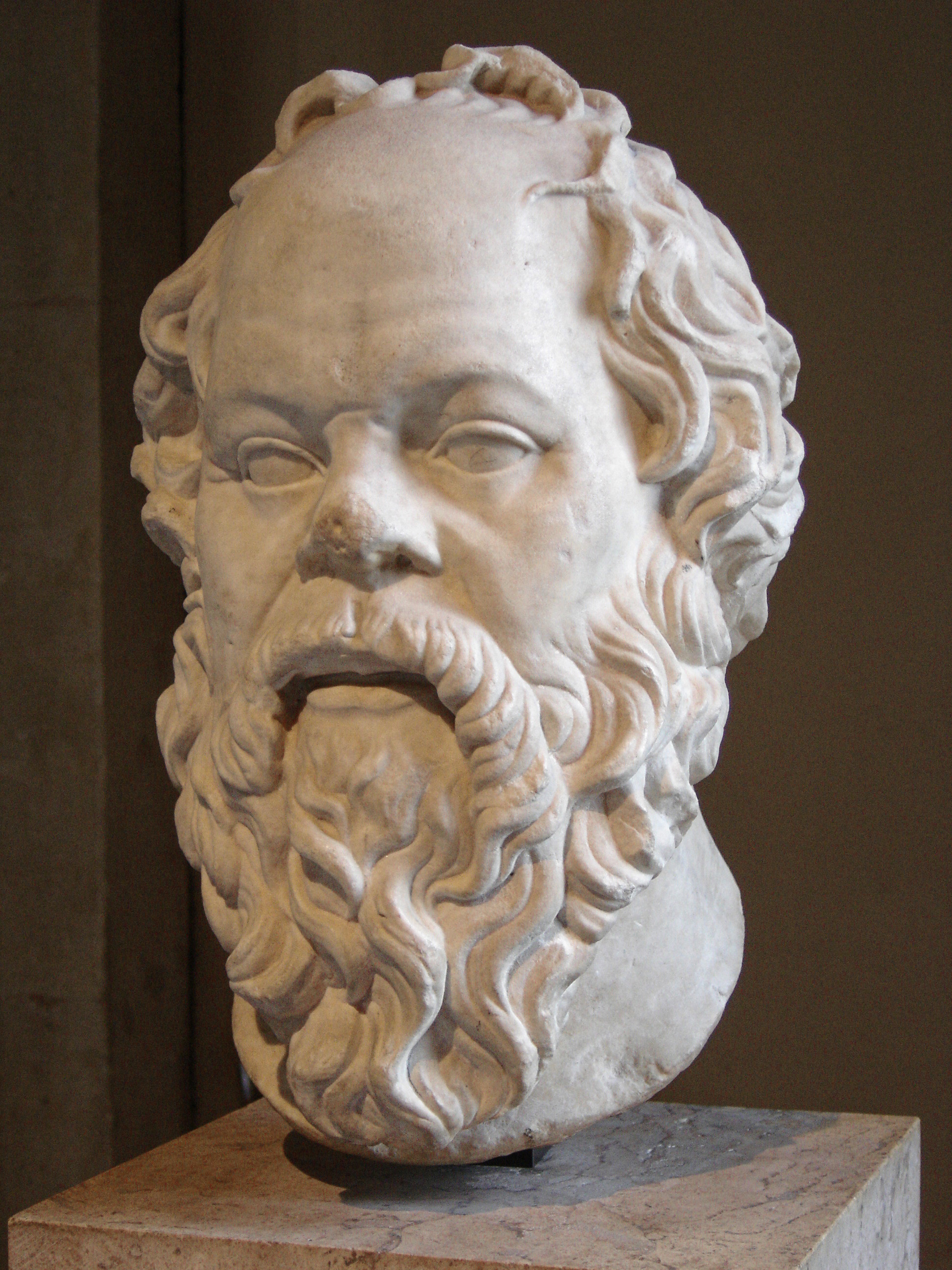
Tượng bán thân Socrates (thế kỷ 1, Louvre, Paris)

Bữa tiệc được nhắc đến ở đây diễn ra tại ngôi nhà của bi kịch gia Agathon ở thành quốc Athens, quê hương của những người tham gia bữa tiệc. Ta có thể xác định khá chính xác thời điểm diễn ra sự kiện này: đó là một ngày vào tầm tháng 2 năm 416 TCN. Chiến tranh Peloponnesus nổ ra cách đó một thập kỉ rưỡi bởi hiềm khích giữa Athens và Sparta. Bấy giờ, hòa ước Nikias được thỏa hiệp vào năm 421 TCN vẫn còn hiệu lực và hai phe đã đình chiến được một vài năm, nhưng giai đoạn tạm lắng của cuộc chiến đang gần đi đến hồi kết: vào năm sau, theo sự xui khiến của Alcibiades, quân Athens thực hiện cuộc viễn chinh quân sự tới đảo Sicily nhằm giải kết chiến tranh song hóa ra phải chịu thất bại thảm khốc, đánh dấu một giai đoạn mới của cuộc xung đột.
Bữa tiệc được tổ chức để ăn mừng chiến thắng của Agathon trong một cuộc thi viết kịch tại Lễ Lenaia, một hội thờ thần Dionysos. Chàng trai trẻ Agathon hạnh phúc khốn xiết nên ngày hôm sau mở tiệc thật linh đình và mời tất cả những người bạn thân quen đến cùng chung vui. Chiến thắng của Agathon đúng với lịch sử, nhưng bữa tiệc có vẻ chỉ là hư cấu.
Diễn biến của bữa tiệc không được kể trực tiếp. Đúng hơn thì nội dung của nó được lồng vào một câu chuyện khung; câu chuyện mà theo nhiều nghiên cứu, diễn ra vào khoảng năm 401/400 TCN, tức khoảng một thập kỉ rưỡi sau các sự kiện được mô tả. Theo một khảo cứu khác, câu chuyện khung này diễn ra vào năm 404 TCN, năm Alcibiades mất. Theo giả thuyết này thì có lẽ vụ ám sát Alcibiades xảy ra cách đó chưa lâu. Đệ tử của Socrates là Apollodorus từng kể cho một nhóm bạn bè thượng lưu giàu có của Athens về bữa tiệc nổi tiếng diễn ra từ lúc anh còn nhỏ. Apollodorus được nghe kể điều này từ Aristodemos, một vị khách có mặt tại bữa tiệc. Hơn nữa, anh ta cũng chất vấn Socrates, người đã xác nhận một số khẳng định của Aristodemos. Socrates vẫn còn sống tại thời điểm diễn ra câu chuyện khung.

## Nhân vật
Tất cả những nhân vật được nhắc tới trong tác phẩm của Platon đều dựa trên những nhân vật có thật. Dưới đây là danh sách các nhân vật chính.
- Apollodoros

Apollodoros, nhân vật đối thoại đứng ngoài sự kiện bữa tiệc rượu, là một tín đồ nhiệt thành của Socrates và luôn đồng hành cùng ông. Các nhà nghiên cứu chưa biết rõ liệu nhân vật này có được phỏng theo nhà điêu khắc cùng tên hay không. Trong vai trò nhân vật đối thoại của Platon, ông ta được miêu tả là người dễ kích động, nhiệt tình nhưng tiết chế kém. Ông ấy mới làm quen với Socrates khoảng 3 năm trước thời điểm câu chuyện khung.
- Aristodemos

Aristodemos, một trong những vị khách tại nhà Agathon, là người tường thuật chi tiết nội dung buổi tiệc cho Apollodoros hay. Platon miêu tả ông là người có vóc dáng thấp bé, rất mến mộ Socrates nên lúc nào cũng đi chân đất để bắt chước người thầy của mình.
- Phaedrus

Phaedrus là vị khách đầu tiên phát biểu trong bữa tiệc; ông đã được chứng thực là một nhân vật lịch sử. Phaedrus sinh ra tại demos Myrrhinous thuộc vùng ngoại ô Athens vào khoảng giữa thế kỷ thứ 5 TCN. Tuy trẻ tuổi hơn Socrates khoảng hai thập kỷ, ông lại là một trong những người rất thân cận với Socrates. Vào năm 415 TCN, Phaedrus vương vấn phải một vụ bê bối làm rung chuyển đời sống chính trị tại Athens. Theo đó thì ông cùng một số đồng lõa đã phỉ báng lễ bí nghi Eleusínia, khiến cho nhà nước truy tố ông vì tội báng bổ tôn giáo. Ông đành từ bỏ Athens và sống lưu vong, vẫn bị kết án vắng mặt tại quê nhà và bị tịch thu toàn bộ tài sản. Sau này ông may mắn được ân xá và được phép quay trở lại Athens.
Ngoài ra, Phaedrus còn xuất hiện trong đối thoại triết học cùng tên của Platon thảo luận về khát vọng nhục dục. Ông được miêu tả là người yêu thích những bài hùng biện công phu. Phaedrus trong tác phẩm Yến hội nắm chắc quy tắc tu từ thời bấy giờ. Tuy nhiên, sự hiểu biết của ông về Eros còn hạn hẹp trong khuôn mẫu của thời đại, điều mà ông vẫn vui lòng trình bày.
- Pausanias

Pausanias là vị khách thứ hai phát biểu trong bữa tiệc; ông có lẽ là một nhân vật lịch sử. Sự phân biệt rạch ròi giữa eros tao nhã-khiếm nhã và những gì phù hợp-bất hợp với xã hội chính là những điểm mấu chốt trong diễn từ của Pausanias. Sử gia Xenophon, người sống cùng thời với Platon, dường như đã tham khảo quan điểm tình yêu của Pausanias trong thời gian ông biên soạn cuốn Yến hội (trùng tên với tác phẩm của Platon). Trong Yến hội của Platon, Pausanias và Agathon có một mối hấp dẫn tình dục.
- Eryximachus

Eryximachus là vị khách thứ ba phát biểu trong bữa tiệc theo trí nhớ của Aristodemos; ông là người bạn lâu năm của Phaedrus. Eryximachus vốn là người hành nghề y nên ông nhìn nhận eros từ khía cạnh sinh lý học, tức là dựa trên sự ốm yếu hoặc khỏe mạnh. Ông là người tự tin và cực kỳ tâm đắc kiến thức y khoa của mình, vì lẽ ấy mà phong cách diễn từ của ông cũng rành mạch chẳng kém. Không rõ liệu Platon có dựa nhân vật đối thoại đây theo một người tên là Eryximachus, cũng bị kết tội báng bổ tôn giáo giống Phaedrus vào năm 415 TCN hay không.
- Aristophanes

Nhà hài kịch Aristophanes là người tiếp theo đưa ra diễn từ, trong đó có đề cập đến thần thoại về người hình cầu nổi tiếng. Bài phát biểu của ông là hư cấu văn học thuần túy; không có mối liên hệ lịch sử nào giữa Aristophanes và câu chuyện người hình cầu do chính Platon sáng tác. Trong Yến hội, Aristophanes, với vai trò là một nhân vật đối thoại, rất hòa hợp với các vị khác tại bữa tiệc. Song Aristophanes ngoài đời thực lại là người viết vở kịch mang tựa Những đám mây vào năm 423 TCN nhằm châm biếm Socrates và triết học của ông. Điều này góp phần làm giảm đi phần nào tiếng tăm triết học của Socrates trước công chúng Hy Lạp và giúp thúc đẩy triết lý của phái ngụy biện lúc bấy giờ đang mất nhiều uy tín. Cũng chính vì những tiếng xấu đó mà công chúng thành Athens đã buộc tội Socrates lan truyền tư tưởng tha hóa thanh niên vào năm 399 TCN, và ông rốt cuộc bị kết án tử hình.
- Agathon

Sau Aristophanes, cậu thanh niên khôi ngô tuấn tú chủ trì bữa tiệc Agathon bày tỏ ý kiến của mình. Anh làm thơ ca ngợi Eros, tô điểm với các phương pháp tu từ. Ta biết rất ít về nhân vật Agathon ngoài đời thực, chỉ biết rằng nhiều nguồn tả anh với vẻ đẹp trai, giàu có và tài năng. Nhà hài kịch Aristophanes từng viết vở kịch Thesmophoriazousae để chế nhạo ngoại hình và lối cư xử chỉnh tề của Agathon, cho rằng anh ta là kẻ tự phụ giả tạo.

## Nội dung

### Đối thoại khung
Apollodoros đang rảo bước trên đường thì bỗng gặp một người bạn giàu có đang háo hức muốn biết đầu đuôi câu chuyện diễn ra ở bữa tiệc khuya tại nhà của Agathon cách đây khoảng một thập kỷ rưỡi. Tin đồn về bữa tiệc đang lan truyền khắp nơi vì Apollodoros mới đây có kể cho một người bạn khác về nó. Apollodoros ban đầu không muốn kể lại toàn bộ câu chuyện, đồng thời chế giễu thẳng thừng đám bạn thượng lưu suốt ngày chỉ biết quan tâm đến tiền bạc, và ông tự coi mình vượt trội hơn đám bạn với danh nghĩa là một triết gia. Tuy vậy, sau những lời nài nỉ của người bạn đây thì rốt cuộc Apollodoros cũng phải chiều ý. Mặc dù không mắt thấy tai nghe bữa yến ẩm, Apollodoros đã biết được câu chuyện thông qua lời thuật của Aristodemus, một vị khách có mặt vào đêm hôm đó. Nhiều lời khẳng định trong số đó cũng đã được xác minh bởi chính Socrates. Tường thuật về bữa tiệc trong tác phẩm sau đây dựa phần lớn trên trí nhớ của Apollodorus.

### Cốt truyện

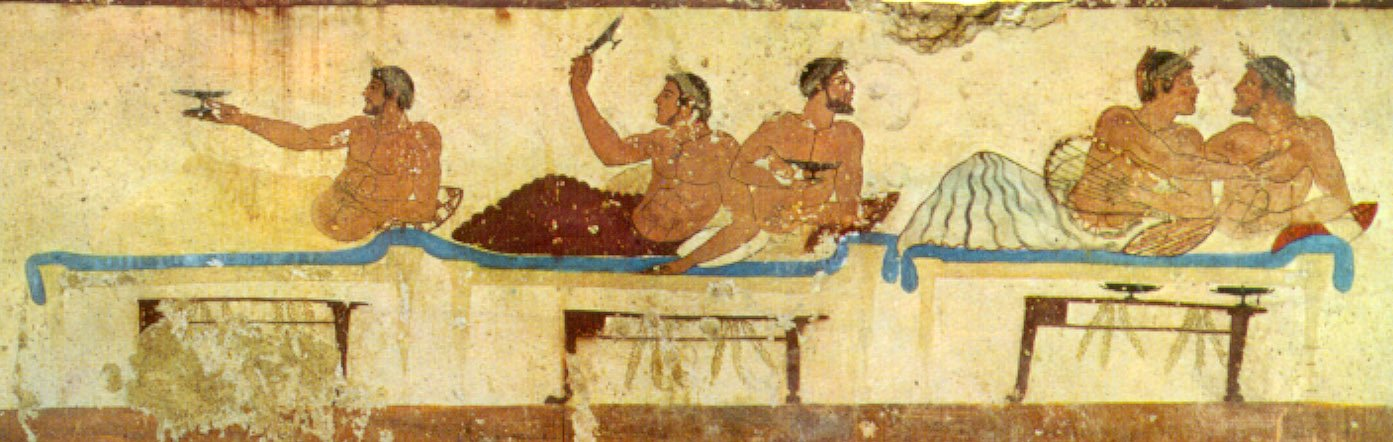
Cảnh tiệc rượu symposion trên bức tranh tường thế kỷ thứ 5 TCN tại Bảo tàng Khảo cổ Quốc gia, Paestum

Socrates đang trên đường tới bữa tiệc mừng chiến thắng cuộc thi viết kịch của Agathon thì tình cờ bắt gặp Aristodemos, một người rất ngưỡng mộ Socrates. Vị tiền bối già ngỏ ý mời Aristodemos cùng tới dự tiệc. Hai thầy trò cùng cuốc bộ đến bữa tiệc, Aristodemos đi trước còn Socrates theo sau. Aristodemos vào nhà Agathon trước còn Socrates thì lại không thấy đâu. Sau một hồi lâu, Socrates vẫn đứng bên nhà hàng xóm dường như đang suy nghĩ về điều gì đó và không muốn bị quấy rầy. Chỉ tới khi mọi người đã dùng được nửa bữa, ông mới vào nhà ngả lưng lên ghế cùng tham gia trò chuyện.